# بن دیلی (بازیگر)
بن دیلی (انگلیسی: Ben Deeley؛ ‏ ۲۲ ژانویهٔ ۱۸۷۸ – ۲۳ سپتامبر ۱۹۲۴) بازیگر اهل ایالات متحده آمریکا بود.
از فیلم‌هایی که وی در آن نقش داشته‌است، می‌توان به جمع اضداد محال است، دختر چهل‌تکه شهر آز، چهارراه‌های نیویورک و پیروزی اشاره کرد.